# Saint-Laurent (Ardenne)
Saint-Laurent è un comune francese di 1 366 abitanti situato nel dipartimento delle Ardenne nella regione del Grand Est.

## Società

### Evoluzione demografica
Abitanti censiti